# The Accomplished Mrs. Thompson
The Accomplished Mrs. Thompson è un cortometraggio muto del 1914 diretto da Wilfrid North:

## Produzione
Il film fu prodotto dalla Vitagraph Company of America.

## Distribuzione
Distribuito dalla General Film Company, il film - un cortometraggio in una bobina - uscì nelle sale cinematografiche statunitensi il 12 giugno 1914.